# Iolu Abil
Iolu Abil (Lauaneai, 17 de fevereiro de 1942) é um político de Vanuatu. Iolu foi presidente de seu país no período de 2009 a 2014.

## Presidência de Vanuatu
Abil foi eleito presidente pelo Colégio Eleitoral 58 no dia 2 de setembro de 2009. Abil foi eleito no terceiro colégio eleitoral de votação em dois dias.  Nenhum candidato tinha atraído os dois terços dos votos no colégio eleitoral anteriores duas rodadas de votação.
Vários membros do Parlamento no prazo de coalizão de governo do primeiro-ministro Edward Natapei tinha apoiado o ex-presidente Kalkot Mataskelekele nas duas primeiras votações das eleições.
Mandato de cinco anos do Mataskelekele como Presidente tinha terminado em 16 de Agosto de 2009, e ele tinha sido renomeado para um segundo mandato.
No entanto, todos os membros da Natapei coalizão concordou por unanimidade apoiar Abil no terceiro turno em 2 de Setembro de 2009.
Abil derrotou seis outros candidatos que tinham sido indicados para presidente no terceira rodada do colégio eleitoral.
Com o apoio do primeiro-ministro Natapei, ele garantiu 41 votos no colégio eleitoral de 58 membros,e ganhou a presidência de Vanuatu.
Ele foi empossado como presidente de Vanuatu, na noite de 2 de Setembro de 2009.